# Šilj
Šilj (lat. Cyperus), veliki biljni rod od preko 900 vrsta jednogodišnjeg raslinja i trajnica iz porodice šiljovki.
U Hrvatskoj raste desetak vrsta, neke od njih su glavičasti šilj (C. capitatus), smeđi šilj (C. fuscus), klupčasti oštrik (C. glomeratus) i druge

## Vrste
Vidi Popis vrsta roda Cyperus

## Vanjske poveznice
|  | Zajednički poslužitelj ima još gradiva o temi Cyperus |
|  | Wikivrste imaju podatke o taksonu Cyperus             |